# Giovanni Leonardo Longo
Giovanni Leonardo Longo, a volte Zuan Lunardo Longo (Treviso, metà del XV secolo – dopo il settembre 1482), è stato un tipografo italiano attivo in Veneto nel XV secolo, di cui ancora poco si conosce.
Stampò a Venezia e a Vicenza, tanto che alcuni lo dissero prima Veneziano, poi Vicentino. Ma le sue origini erano trevigiane, come documenta senza dubbio il colophon di una sua edizione trentina del 1482 (Tiberinus, In Beatum Simonem epigramma); il padre Antonio, d'altro canto, era nativo di Venezia.
L'importanza per la storia della stampa è dovuta al fatto che il Longo stampò nel 1478 a Torrebelvicino, dove si trovava quale rettore della chiesa di San Lorenzo, la Scala Paradisi di San Giovanni Climaco, volume in quarto che costituisce la prima edizione dell'opera patristica che godette di notevole fortuna nel medioevo. Torrebelvicino (che conta oggi circa 5 900 abitanti) divenne pertanto uno dei primi luoghi in provincia di Vicenza (dopo Vicenza stessa e Santorso), ove si introdusse la stampa. Longo proseguì il proprio percorso umano e tipografico a Trento, ove ne troviamo notizie sino al 1482.
Ne parla con sufficiente dovizia padre Domenico Maria Federici nelle Memorie Trevigiane sulla tipografia del secolo XV (1805):
Stampò anche il primo incunabolo dei Fioretti di San Francesco (1476).